# ダーヴィト・ポッパー
ダーヴィト・ポッパー（独: David Popper、1843年6月16日 - 1913年8月7日 バーデン・バイ・ウィーン）は、オーストリア＝ハンガリー二重帝国のチェロ奏者・作曲家。ユダヤ系チェコ人。

## 生涯
1843年、プラハの音楽教師の家庭に生まれた。プラハ音楽院に学び、ハンブルク出身のチェリスト、ユリウス・ゴルターマン(de:Julius Goltermann)にチェロを師事して間もなく注目を集めた。1863年に最初の演奏旅行を行い、特にドイツにおいてハンス・フォン・ビューローの称賛を浴びた。引き続き演奏旅行を続け、スイスやオランダ、イングランドでも成功を収めた。
1867年にウィーンにデビューし、ウィーン宮廷歌劇場管弦楽団の首席チェロ奏者に就任。しかし1873年に、より大規模な演奏旅行に取り組むことが出来るようにオーケストラを退団し、ヨーロッパ全土で演奏会を催した。1882年にフランスのヴァイオリニスト、エミール・ソーレとともにスペインとポルトガルで演奏会を開いた。また、1890年にはブダペストでブラームスのピアノ三重奏曲第1番の初演をし、ブラームスと共演した。
1872年に、フランツ・リスト門下の女性ピアニスト、ゾフィー・メンター（1846年～1918年）と結婚したが、1886年に離婚した。1896年よりブダペスト音楽院で教鞭を執った。フバイと親しかったが、バルトークと犬猿の仲であったといわれる。1913年、オーストリアで亡くなった。
ポッパーは当時のチェロの巨匠であっただけでなく、幅広いレパートリーを誇る演奏家であった。作曲家としてチェロのために数多くの作品を残し、4作のチェロ協奏曲や、3台のチェロと管弦楽のための《鎮魂歌 Requiem 》（1891年）があるが、今日でも演奏されるのは、《タランテラ》などのおびただしい数のサロン小品である。